# Chastre
Chastre (en való Tchåsse) és un municipi belga del Brabant Való a la regió valona. Aplega les antigues viles de Chastre, Villeroux, Blanmont, Cortil-Noirmont, Gentinnes i Saint-Géry.

## Agermanaments
- Lespignan
- Saint-Denis-sur-Richelieu